# Edersee (Plötzky)

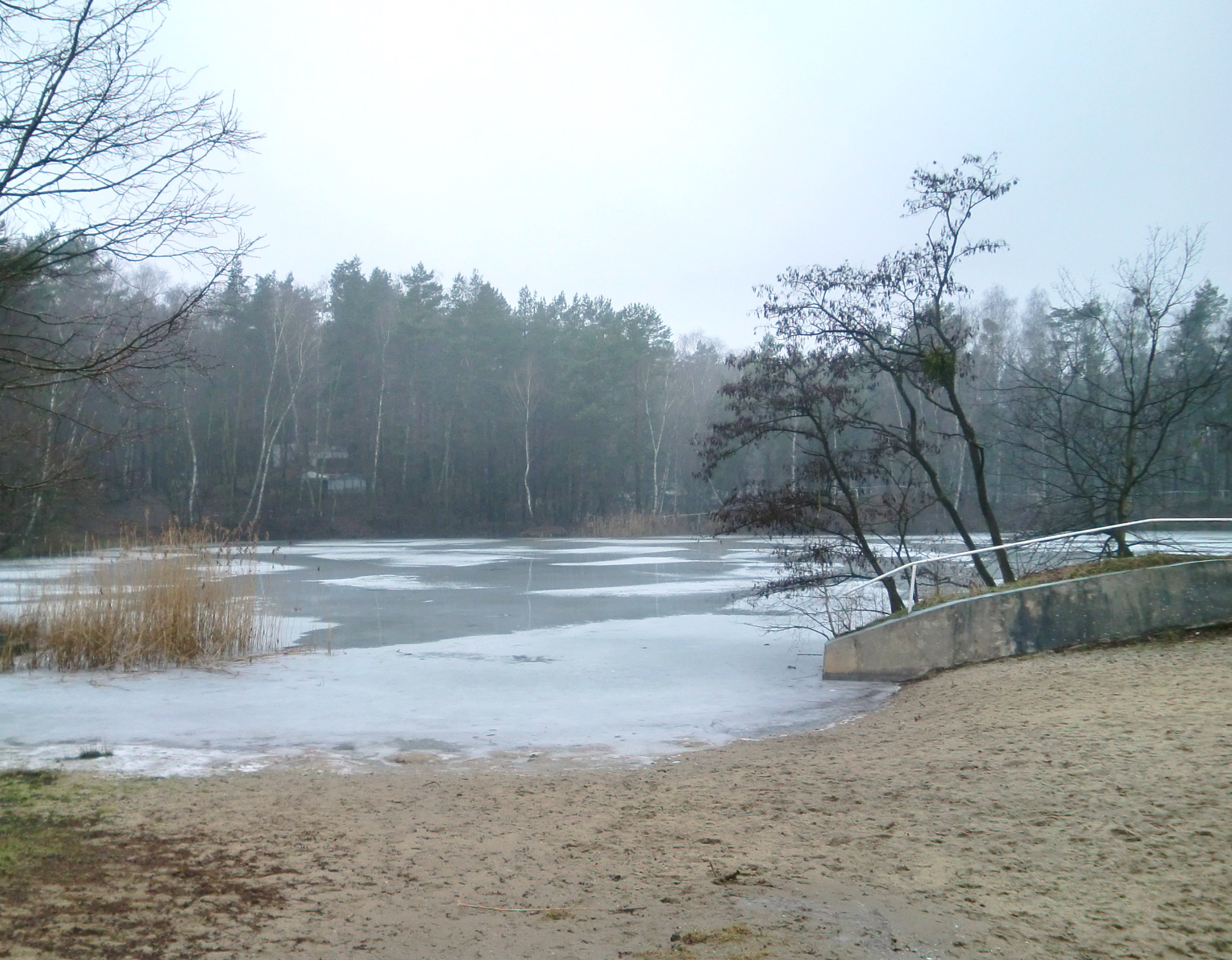
Edersee, zugefroren

Der Edersee ist ein See östlich des zu Schönebeck (Elbe) gehörenden Dorfes Plötzky in Sachsen-Anhalt. In der näheren Umgebung befinden sich diverse weitere kleine Seen. Nur wenige Meter westlich liegt der Giselasee.
Der von Wald umgebene See entstand infolge des Abbaus von Quarzitgestein. Im Jahr 1923 wurde der Abbau jedoch eingestellt. Der in der Gemarkung von Plötzky liegende See erreicht eine Tiefe von bis zu 20 Metern. In der Umgebung des Sees entstand ein Naherholungsgebiet, welches vor allem von Dauercamping und Laubengrundstücken geprägt wird. Am Ostufer des Sees befindet sich eine Badestelle mit Spielplatz.
Koordinaten: 52° 3′ 14″ N, 11° 49′ 2″ O